# Bolívia nos Jogos Olímpicos de Verão de 2008
A Bolívia enviou uma equipe aos Jogos Olímpicos de Verão de 2008 em Pequim, na China. O país estreou nos Jogos em 1936 e em Pequim fez sua 12ª apresentação.

## Desempenho

### Atletismo
| Atleta            | Prova             | Ronda 1 | Ronda 1 | Ronda 2 | Ronda 2 | Semifinal   | Semifinal   | Final       | Final       |
| Atleta            | Prova             | Tempo   | Pos.    | Tempo   | Pos.    | Tempo       | Pos.        | Tempo       | Pos.        |
| ----------------- | ----------------- | ------- | ------- | ------- | ------- | ----------- | ----------- | ----------- | ----------- |
| Fadrique Iglesias | 800 m masculino   | 1m50s57 | 53º     |         |         | Não avançou | Não avançou | Não avançou | Não avançou |
| Sonia Calizaya    | Maratona feminina |         |         |         |         |             |             | 2m45s53     | 56º         |

### Ciclismo de estrada
| Atleta           | Prova                        | Tempo | Pos. |
| ---------------- | ---------------------------- | ----- | ---- |
| Horacio Gallardo | Corrida em estrada masculina | DNF   | DNF  |

### Halterofilismo
| Atleta                  | Prova           | Arranque  | Arranque | Arremesso | Arremesso | Total | Pos. |
| Atleta                  | Prova           | Resultado | Pos.     | Resultado | Pos.      | Total | Pos. |
| ----------------------- | --------------- | --------- | -------- | --------- | --------- | ----- | ---- |
| Maria Teresa Monasterio | -63 kg feminino | 63.0      | 18º      | 78.0      | 17º       | 141.0 | 17º  |

### Natação
| Atleta               | Prova                 | Eliminatória | Eliminatória | Semifinal   | Semifinal   | Final       | Final       |
| Atleta               | Prova                 | Tempo        | Pos.         | Tempo       | Pos.        | Tempo       | Pos.        |
| -------------------- | --------------------- | ------------ | ------------ | ----------- | ----------- | ----------- | ----------- |
| Katerine Moreno      | 50 m livre feminino   | 29s05        | 64º          | Não avançou | Não avançou | Não avançou | Não avançou |
| Miguel Angel Navarro | 100 m livre masculino | 56s96        | 63º          | Não avançou | Não avançou | Não avançou | Não avançou |

### Tiro
| Atleta              | Prova                    | Qualificação | Qualificação | Final       | Final       | Posição |
| Atleta              | Prova                    | Pontos       | Pos.         | Pontos      | Pos.        | Posição |
| ------------------- | ------------------------ | ------------ | ------------ | ----------- | ----------- | ------- |
| Cesar David Menacho | Fossa olímpica masculino | 106          | 34º          | Não avançou | Não avançou | 34º     |

Legenda
| Recorde mundial      | Recorde mundial (World record)               |                       | Recorde africano                      | Recorde africano (African) |                                           | Q | Classificado por posição (Qualified) |
| Recorde olímpico     | Recorde olímpico (Olympic record)            | Recorde da América    | Recorde da América (Americas)         | q                          | Classificado por melhor tempo (Qualified) |   |                                      |
| Melhor marca do ano  | Melhor marca do ano (World leading)          | Recorde asiático      | Recorde asiático (Asian)              | DNS                        | Não largou (Did not start)                |   |                                      |
| Recorde nacional     | Recorde nacional (National record)           | Recorde europeu       | Recorde europeu (European)            | DNF                        | Não terminou (Did not finish)             |   |                                      |
| Recorde pessoal      | Recorde pessoal do atleta (Personal best)    | Recorde da Oceania    | Recorde da Oceania (Oceania)          | DSQ / DQ                   | Desclassificado (Disqualified)            |   |                                      |
| Recorde da temporada | Recorde da temporada do atleta (Season best) | Recorde sul-americano | Recorde sul-americano (South America) | NM                         | Sem marca (No mark)                       |   |                                      |